# Silberhorn
El Silberhorn (3,695 m) és una muntanya en forma de piràmide situada als Alps Bernesos, al nord-oest de la Jungfrau, de la qual és el cim satèl·lit.
El primer intent d'aconseguir el cim del Silberhorn es va realitzar el juny de 1863, essent l'autor M. v. Fellenberg, partint de Stufensteinalp, a l'est de la vall de Lauterbrunnen. Després de 9 hores d'una escalada molt perillosa, l'equip es va topar amb un precipici de roca impracticable, veient-se obligats a tornar enrere. El mes següent MM. Badeker i v. Fellenberg, juntament amb dos guies de Grindelwald i altres persones, van assolir el cim, sortint des de Wengernalp. L'expedició va ascendir per la glacera de Guggi i va passar la nit entre les roques al peu del Schneehorn, un contrafort de la Jungfrau que divideix les glaceres de Guggi i Giessen. L'endemà van aconseguir el cim resseguint un circuit molt complicat que passava per sota dels cims de la Jungfrau. L'encara més llarga ascensió de la Jungfrau es va efectuar des d'aquest mateix costat per primera vegada només dos anys més tard.
La cara nord-occidental es va ascendir per primera vegada el 1865, essent-ne els autors el reverend James John Hornby, el reverend Thomas Henry Philpot i els guies Christian i Ulrich Almer, Johann Bischof i Christian Lauener.
En una carta de 1968, J. R. R. Tolkien va identificar el Silberhorn, tal com el va veure en una acampada prop de Mürren, el 1911, com el "Silvertine (Celebdil) dels seus somnis".